# Comuna Cerkvenjak
Cerkvenjak (Občina Cerkvenjak) este o comună din Slovenia, cu o populație de 2.046 de locuitori (2002).

## Localități
Andrenci, Brengova, Cenkova, Cerkvenjak, Cogetinci, Čagona, Grabonoški Vrh, Ivanjski Vrh, Kadrenci, Komarnica, Peščeni Vrh, Smolinci, Stanetinci, Vanetina, Župetinci